# 당신은 누구시길래 (1999년 드라마)
《당신은 누구시길래》는 1999년 9월 6일부터 2000년 9월 15일까지 방영된 SBS 일일드라마이다.

## 기획 의도
웃고 울고 서로 부대끼며 사는 우리 이웃의 진솔한 삶을 코믹 터치로 그린 드라마

## 등장 인물
- 오대규 : 동재규 역 - 쇼프로 PD, 정태의 아들
- 이제니 : 김유라 역 - 경원의 둘째 딸, 영문과 여대생
- 한진희 : 동정태 역 - 한의사
- 남일우 : 김경원 역 - 의사
- 윤여정 : 정신애 역 - 경원의 아내
- 김청 : 차기옥 역 - 기억상실증에 걸린 수수께끼의 여인
- 이경영 : 동호태 역 - 정태의 동생
- 이미영 : 고장순 역 - 호태의 아내
- 서유정 : 김유진 역 - 경원의 맏딸
- 김현수 : 동가영 역 - 정태의 딸
- 양미경 : 용희 역
- 하유미 : 조옥주 역
- 한상진 : 김기배 역
- 박형준
- 브루노
- 김남진
- 김충렬
- 방경림
- 김미희
- 박미영
- 황정미
- 김주혁
- 조권탁
- 최정화
- 김성훈
- 김형범
- 임혁필
- 이다연
- 황금희
- 박광덕
- 남승민

## 참고 사항
- 'TV드라마 제작의 미다스손'으로 유명한 삼화프로덕션이 외주제작을 맡았다.
- 드라마 제목은 송창식의 '사랑이야'의 도입부 가사에서 따왔다.[2]
- 제목이 동일한 가수 심수봉의 노래가 극중에 나온 바 있다.
- 방송 200회를 넘어서면서 SBS TV 드라마 중 최다 회수 방송이라는 기록과 함께 ‘성공한 일일 드라마’라는 새 이정표를 세웠다. 9시 뉴스 시간대에 편성됐음에도 평균 15%대 시청률을 유지하여 '경쟁력 있는 일일극'이란 평가를 받았다.
- 남편의 폭력, 저속한 부부 간의 대화가 거슬리다는 평이 있었다.[3]
- 재미를 극대화하려는 과장된 연출과 설정이 간혹 눈쌀을 찌푸리게 했다는 지적이 있었다.[4]
- 턱디스크로 인해 활동을 중단했던 오대규의 복귀작이었다.[5]
- 출연진 중의 한 명이었던 이탈리아 출신 연예인 브루노는 1999년 9월부터 KBS와 2년간의 전속계약을 맺었으나 약속을 어기고 해당 드라마에 출연하여 물의를 샀다. KBS는 서울지법에 브루노의 출연금지 가처분 신청을 냈다.[6]
- 당초 2000년 9월 1일 끝낼 계획이었으나 후속작 캐스팅 문제로 그 해 9월 15일 막을 내렸다.
- 윤여정(정신애 역)은 후속작 <자꾸만 보고싶네>에 또다시 투입됐다.